# Stein Metzger
Stein Metzger (Honolulu, 17 de novembro de 1972) é um ex-voleibolista de praia dos Estados Unidos. Conquistou a medalha de bronze nos Jogos da Boa Vontade de 2001 na Austrália e de prata no Campeonato Mundial do Rio de Janeiro em 2003.

## Carreira
Como boa parte dos garotos naturais de Honolulu, desde cedo esteve em contato com o surfe e também vôlei de praia no Outrigger Canoe Club. Ele  atuou como levantador no vôlei de quadra pela Punahou High School. Ele foi tricampeão nacional atuando pela UCLA, venceu por tres temporadas consecutivas o AVCA All-American, sendo o MVP da NCAA em 1996 e recebendo o premio William G. Morgan de melhor jogador, graduado em licenciatura de Estudos Ambientais.
Em 2001 com seu parceiro Kevin Wong venceu venceu seus dois primeiros eventos AVP, em Santa Barbara e Manhattan Beach em fins de semana consecutivos e o ouro no aberto de Gstaad do circuito mundial e a medalha de bronze nos Jogos da Boa Vontade em Brisbane, na temporada de 2002 ganharam o Aberto de Espinho, o segundo lugar em Fortaleza e os terceiros lugares em Gstaad e Montreal.Na temporada de 2003 formou dupla com Dax Holdren e batalharam pela qualificação olímpica, e não só conquistaram a medalha de prata no Campeonato Mundial de 2003, no Rio de Janeiro, como também garantiram vaga para Jogos Olímpicos de Verão de 2004 em Atenas, Grécia, e nos referidos jogos obtiveram o quinto posto.
Em 2005 passa a competir ao lado de Jake Gibb, obtendo a marca na AVP ao vencer os dois primeiros eventos juntos, tornando-se a terceira equipe  a realizar o feito desde 1990, a vitória em Manhattan Beach a dupla tornou-se a segunda parceria que conquistou quatro torneios nacionais em uma temporada desde a virada do século e foi a primeira vez desde 2003 que uma equipe número um  vence um evento aberto AVP. No circuito mundial venceram em Belmar, depois ficaram em segundo lugar no Grand Slam em Paris.
Em 9 de outubro de 2009 foi introduzido no Hall da Fama do Atletismo da UCLA. Atualmente trabalhava em site instrucional de vôlei conhecido como Volleyball 1on1, envolvendo a criação de vídeos instrucionais de vôlei com treinamento dele e de outros jogadores conhecidos e foi contratado como treinador principal da equipe feminina de vôlei de praia da UCLAvenceu seus dois primeiros eventos AVP, em Santa Barbara e Manhattan Beach em fins de semana consecutivos.